# Сарбија (Лубушка)
Сарбија (пољ. Sarbia), село је у административном округу Кросно Оджањскјом, у Лубушком војводству, на западу Пољске.
Село се налази око 8 km западно од Кросно Оджањскје и 38 km западно од града Зјелона Гора.
Прије 1945. године подручје је било дио Њемачке.